# Ulugh Beg
Ulugh Beg (født 22. marts 1394 i Sultaniyeh, Persien, død 27. oktober 1449 i Samarkand) var en timuridisk hersker og barnebarn af Timur Lenk, en centralasiatisk erobrer fra anden halvdel af 1300-tallet.
Hans store lidenskab var astronomi, og da han selv blev leder af det område, der lå omkring Samarkand, byggede han et stort observatorium i Samarkand.
Hans søn dræbte ham i sit begær efter magt.
Observatoriet blev ødelagt derefter, men hans meget fine observationer flygtede en medarbejder med til Istanbul, hvor de blev publiceret.
Da Uzbekistan blev selvstændigt efter sammenbruddet af Sovjetunionen i 1991, blev der bygget en kopi af observatoriet efter tegninger, og der er i dag et museum over hans observationer og sammenligninger med nutidige observationer. Ulugh Begs observationer ligger ganske tæt på det, vi med moderne udstyr er nået frem til. Observatoriet er udgravet, og en del af en skala til en kvadrant (eller en sekstant) med en radius på godt 40 m er frilagt og det eneste bevarede. Skalaen er udført som to parallelle buede stenskinner markeret med grader, minutter og sekunder. Der er opført en bygning, så besøgende kan se skalaen. Ved daglig måling af største solhøjde kunne astronomen beregne jordaksens hældning samt årets længde med imponerende nøjagtighed.